# 哈努马纳
哈努马纳（Hanumana），是印度中央邦Rewa县的一个城镇。总人口14873（2001年）。

## 人口
该地2001年总人口14873人，其中男性7797人，女性7076人；0—6岁人口2789人，其中男1423人，女1366人；识字率52.86%，其中男性为63.74%，女性为40.87%。